# Алоїз Бренч
Алоїз Бренч (латис. Aloizs Brenčs; 6 червня 1929, Рига, Латвія — 28 жовтня 1998, Рига, Латвія) — радянський і латвійський кінорежисер.
Народився в бідній родині. У період нацистської окупації Латвії разом із сестрою працював у наймах на хуторі.
У 1945 працював актором Державного художнього театру Латвійської РСР.
У 1953 закінчив Латвійську державну консерваторію імені Витола, отримавши диплом режисера. Через 3 роки в Москві закінчив вищі режисерські курси.
У 1954 залишив посаду режисера і влаштувався на роботу на Ризьку кіностудію. З 1956 по 1966 роки зняв 146 кіножурналів.
Один із двох латвійських режисерів (другий — Яніс Стрейч), який володів вищою професійною категорією, прийнятою у системі кіновиробництва СРСР.
Помер від інфаркту.

## Фільмографія
- 1964 — До осені далеко
- 1967 — Коли дощ і вітер стукають у вікно
- 1968 — 24-25 не повертається
- 1969 — Потрійна перевірка
- 1971 — Великий бурштин
- 1971 — Місто під липами
- 1973 — Шах королеві діамантів
- 1974 — Світло в кінці тунелю
- 1975 — Ключі від раю
- 1976 — Бути зайвим
- 1977 — Подарунки по телефону
- 1978 — Ралі
- 1980 — Довга дорога в дюнах
- 1983 — Міраж
- 1985 — Подвійний капкан
- 1989 — Родина Зітарів
- 1991 — Депресія
- 1992 — Дуплет
- 1994 — Роман «alla russa»
- 1996 — Анна